# Ceratostylis spathulata
Ceratostylis spathulata är en orkidéart som beskrevs av Rudolf Schlechter. Ceratostylis spathulata ingår i släktet Ceratostylis och familjen orkidéer.
Artens utbredningsområde är Papua Nya Guinea.

## Underarter
Arten delas in i följande underarter:
- C. s. spathulata
- C. s. tenerrima